# Рябе (Бещадський повіт)
Рябе (пол. Rabe) — село Бещадського повіту Підкарпатського воєводства Республіки Польща. Колишнє бойківське село, в рамках договору обміну територіями 1951 року все українське населення насильно переселено. Населення — 198 осіб (2011).

## Розташування
Рябе знаходиться за 5 км на північ від адміністративного центру ґміни Чорна, за 10 км на південний схід від адміністративного центру ґміни Устрик-Долішніх і за 89 км на південний схід від адміністративного центру воєводства Ряшева, за 4 км від державного кордону з Україною.

## Історія
У 1772-1918 рр. село було у складі Австро-Угорської монархії, у провінції Королівство Галичини та Володимирії. В селі почалося добування нафти ще до 1884 р. В 1888 році село належало до Ліського повіту, в селі нараховувалося 58 будинків (3 у фільварку)  і 375 мешканців (338 греко-католиків, 7 римо-католиків і 30 євреїв). 
У 1919-1939 рр. — у складі Польщі. Село належало до Ліського повіту Львівського воєводства, у 1934-1939 рр. входило до складу ґміни Чорна. 
На 01.01.1939 в селі було 660 жителів, з них 590 українців, 10 поляків і 60 євреїв.
З 1939 до 1951 село відносилось до Нижньо-Устрицького району Дрогобицької області, в рамках договору обміну територіями 1951 року все українське населення насильно переселено.
У 1975-1998 роках село належало до Кросненського воєводства.

## Демографія
Демографічна структура станом на 31 березня 2011 року:
|          | Загалом | Допрацездатний вік | Працездатний вік | Постпрацездатний вік |
| -------- | ------- | ------------------ | ---------------- | -------------------- |
| Чоловіки | 104     | 24                 | 74               | 6                    |
| Жінки    | 94      | 17                 | 62               | 15                   |
| Разом    | 198     | 41                 | 136              | 21                   |

## Церква
У 1756 р. в селі була окрема парафія.
У 1858 р. збудована дерев’яна церква святого Миколая, належала до парафії Гошів Устрицького деканату Перемишльської єпархії УГКЦ. Після виселення українців використовувалась під склад, а з 1971 р. перетворена на костел. Церкву внесено до загальнодержавного реєстру пам'ятників історії. Поруч зведена надбрамна дзвіниця, з якої в 1953 р. Міністерством громадської безпеки (польський аналог КҐБ) забрані дзвони на злам.